# Würzburg Baskets
Il Würzburg Baskets è una società cestistica avente sede a Würzburg, in Germania. Fondata nel 1920 all'interno della società polisportiva DJK, fino al 2001 era conosciuta DJK Würzburg. Gioca nel campionato tedesco.
Disputa le partite interne nella tectake Arena (fino al 2022 nota come s.Oliver Arena), che ha una capacità di 3.020 spettatori.
La squadra è famosa nel mondo soprattutto per essere stata la prima squadra professionistica di Dirk Nowitzki, poi passato all'NBA con i Dallas Mavericks.

## Roster 2022-2023
Aggiornato al 14 dicembre 2022.
|    | Naz.                                         | Ruolo | Sportivo          | Anno | Alt. | Peso | Note |
| -- | -------------------------------------------- | ----- | ----------------- | ---- | ---- | ---- | ---- |
| 0  | Stati Uniti (bandiera)                       | G     | C.J. Bryce        | 1996 | 196  | 95   |      |
| 4  | Germania (bandiera)                          | P     | Julius Böhmer     | 2002 | 193  | 79   |      |
| 10 | Stati Uniti (bandiera)                       | P     | O'Showen Williams | 1997 | 180  | 83   |      |
| 11 | Stati Uniti (bandiera)                       | P     | Stanley Whittaker | 1994 | 183  | 86   |      |
| 12 | Germania (bandiera)                          | G     | Elijah Ndi        | 2004 | 194  | 86   |      |
| 15 | Germania (bandiera)                          | C     | Philipp Hartwich  | 1995 | 218  | 113  |      |
| 20 | Stati Uniti (bandiera)                       | AG    | Xeyrius Williams  | 1997 | 206  | 98   |      |
| 24 | Stati Uniti (bandiera)                       | P     | Cameron Hunt      | 1997 | 192  | 85   |      |
| 32 | Cile (bandiera) · Stati Uniti (bandiera)     | C     | Nicolás Carvacho  | 1997 | 211  | 111  |      |
| 34 | Germania (bandiera)                          | AP    | Felix Hoffmann    | 1989 | 195  | 100  |      |
| 40 | Stati Uniti (bandiera) · Germania (bandiera) | AG    | Collin Welp       | 1998 | 206  | 102  |      |
| 65 | Germania (bandiera)                          | AC    | Filip Stanić      | 1998 | 206  | 115  |      |

### Staff tecnico
| Allenatore: | Sašo Filipovski |
| Assistente: | Dejan Mihevc    |